# Juliet Schor

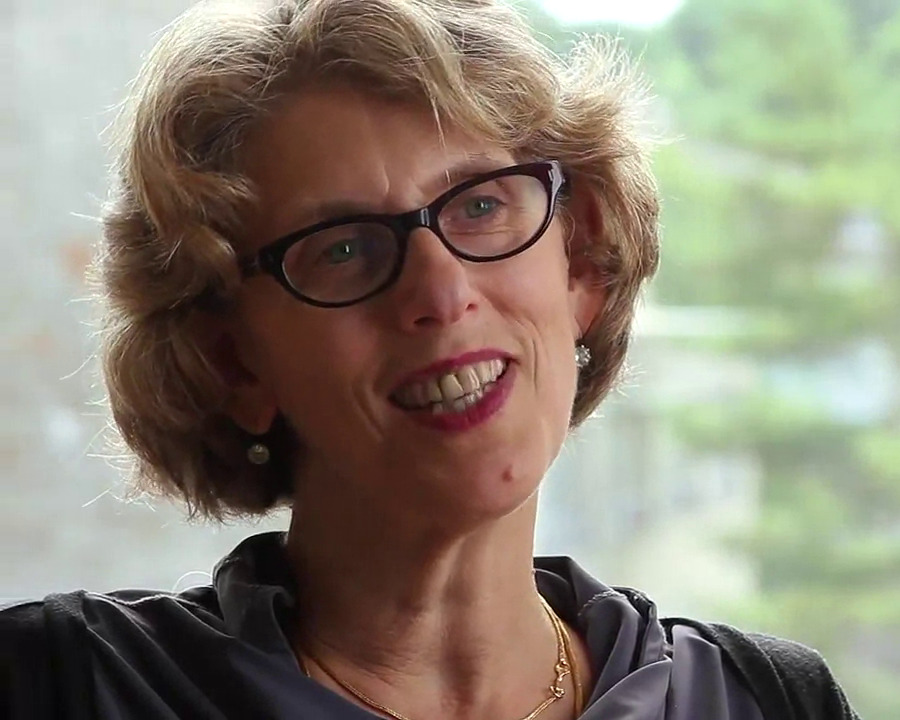
Juliet Schor, 2015

Juliet B. Schor (* 9. November 1955) ist eine US-amerikanische Ökonomin, Soziologin und Professorin für Soziologie am Boston College.
Schors Forschungsgebiete sind u. a. die Nachhaltigkeit in Beziehung zum Lebensstil der Amerikaner, der Ökonomie und der sich neu formierenden Konsumentenbewegungen. Sie ist vor allem durch ihre Bücher The Overspent American und The Overworked American bekannt sowie durch ihre Vorträge und Medienauftritte.

## Leben und Werk
Geboren 1955, studierte sie an der Wesleyan University, promovierte in Ökonomie an der University of Massachusetts und unterrichtete 17 Jahre an der Harvard University.
Schor ist Professorin für Soziologie am Boston College. Sie ist Mitbegründerin des Center for a New American Dream, einer nationalen Organisation zur Nachhaltigkeit, sowie des South End Press und des Center for Popular Economics. Sie ist Gründerin des Summer Institute in New Economics, einem einwöchigen Seminar für Doktoranden. Sie hat mit der Wesleyan University, dem Schumacher College und der Brookings Institution zusammengearbeitet.
Schor ist Autorin zahlreicher Sachbücher.

## Positionen
Schor entwickelte mit ihrem Konzept Wahrer Wohlstand (Originaltitel: Plenitude) einen Vorschlag, wie die Gesellschaft umgestaltet werden könne. Das wachstumskritische Konzept basiert auf vier Hauptprinzipien. Erstens fordert Schor ein Umdenken der Gesellschaft in Bezug auf Zeit als Ressource. Sie kritisiert, dass in den letzten Jahrzehnten zunehmend Zeit dafür aufgebracht wurde, um Arbeit nachzugehen, die sich nahezu ausschließlich auf den Markt konzentriert. Schors Vorschlag ist es, Arbeitszeit zu reduzieren, um Zeit für Aktivitäten freizumachen, die außerhalb des Wirtschaftssystems, also des Marktes, stattfinden. Das zweite Prinzip baut auf der Befreiung vom Markt auf und fordert eine Stärkung der Selbstversorgung und Kreativität und somit der Fähigkeiten Dinge in Fab Labs selbst herzustellen, Open-Source-Software zu nutzen und zu verbreiten sowie Gemüse und Obst selbst anzubauen (DIY). Es gehe darum, innovative Technologien zu nutzen, wie beispielsweise bei Urbangarderning Projekten die Grundsätze der Permakultur zu beachten, und auf kleinen Flächen auf effiziente Weise eigene Erträge zu generieren. Auf diese Weise sollen Gemeinschaften resilienter werden und vom volatilen Wirtschaftssystem unabhängiger werden. Das dritte Prinzip schlägt eine neue Art des Konsums vor. Wegen der Arbeitszeitverkürzung wird eine Person, die nach Schors Konzepten lebt, weniger Geld zur Verfügung haben. Dies stellt für Schor nicht notwendigerweise eine Einschränkung, sondern eine Chance dar, gewohnte Konsummuster zu überdenken und wirklich notwendige, bewusstere und umweltfreundlichere Kaufentscheidungen zu fördern. Auch sollen Sharing Economy Angebote sowie Reparatur- und Wiederverwendungsmöglichkeiten zu einem reduzierten Konsum führen. Das letzte Prinzip fokussiert sich auf die Stärkung von Sozialkapital und Gemeinschaften.

## Preise und Auszeichnungen
- 2011: Herman Daly Award der US Society for Ecological Economics
- 2011: Senior Fellow des Center for Humans and Nature
- 2006: Leontief-Preis[5]
- Mitglied im Connected Learning Research Network der MacArthur Foundation
- 1998: George Orwell Award[2]
- Guggenheim Fellow
- 2016: proZukunft Top Ten der Zukunftsliteratur 2016 für Wahrer Wohlstand. Mit wenig Arbeit besser leben[6]

## Buchveröffentlichungen
- Consumerism and Its Discontents. Oxford University Press, 2013, ISBN 978-0-19-537168-0.
- True Wealth: How and Why Millions of Americans Are Creating a Time-Rich, Ecologically Light, Small-Scale, High-Satisfaction Economy. Penguin Books, 2011, ISBN 978-0-14-311942-5.
- A Sustainable Economy for the 21st Century. Kindle Edition, ISBN 1-888363-75-4.
- Plenitude: The New Economics of True Wealth. Shang Zhou Chu Ban Verlag, 2010, ISBN 978-986-120-200-6. (in chinesischer Sprache)
- Born to Buy: The Commercialized Child and the New Consumer Culture. Scribner, 2005, ISBN 0-684-87056-8.
- Juliet Schor: Do Americans Shop too Much? Beacon Press, 2000, ISBN 0-8070-0443-X.
- The Overspent American: Why We Want What We Don't Need. 1999, ISBN 0-06-097758-2.
- The Overspent American: When Buying Becomes You. Basic Books, 1997, ISBN 0-465-06057-9.
- The Overworked American: The Unexpected Decline of Leisure. 1993.
- (mit Daniel Cantor)Tunnel Vision: Labor the World Economy and Central America (Pacca Series on the Domestic Roots of U.S. Foreign Policy). South End Press, 1987, ISBN 0-89608-333-0.

Als Herausgeberin:
- Sustainable Planet: Solutions for the Twenty-first Century: Roadmaps for the 21st Century. Beacon Press, 2003, ISBN 0-8070-0455-3.
- (mit Douglas B. Holt): The Consumer Society Reader. 2000, ISBN 1-56584-598-6.
- (mit Jong-Il You): Capital, the State and Labour: A Global Perspective. Edward Elgar Publishing, 1995, ISBN 1-85898-295-2.
- (mit Stephen A. Marglin): The Golden Age of Capitalism: Reinterpreting the Postwar Experience. 1992, ISBN 0-19-828741-0.
- (mit Tariq Banuri): Financial Openness and National Autonomy: Opportunities and Constraints. (Studies in Development Economics). Clarendon Press, 1992, ISBN 0-19-828364-4.